# Zappai
Zappai (jap. 雑俳) je japansko pjesništvo koje korijene ima u haikaiju. Srodan je ali različit od haikua i senryūa. Haiku društvo Amerike zappai naziva "raznim razonodama u grubom stihu"" premda bi prikladnije određenje bilo, kako predlaže Lee Gurga, da je to oblik pjesništva koje "uključuje sve oblike poema od sedamnaest slogova koje nemaju prave formalne ili tehničke osobine haikua"